# 그로셴
그로셴(독일어: [ˈɡʁɔʃn̩], 라틴어: grossus, 고대 체코어: groš)는 주로 신성 로마 제국의 여러 주와 프랑스, 이탈리아 일부, 영국 등 유럽에서 사용되었던 은화를 말한다. '투르의 두꺼운 데나리우스'라는 의미를 가진 후기 라틴어 grossus denarius Turnosus에서 유래되었다. 그로셴은 문서등에서 흔히 gl 이라 약칭되었는데, 두번째 글자는 알파벳의 12번째 글자 L 이 아닌 단순 축약기호이다. 후대에는 Gr 또는 g 로 기록되었다.

## 이름과 어원

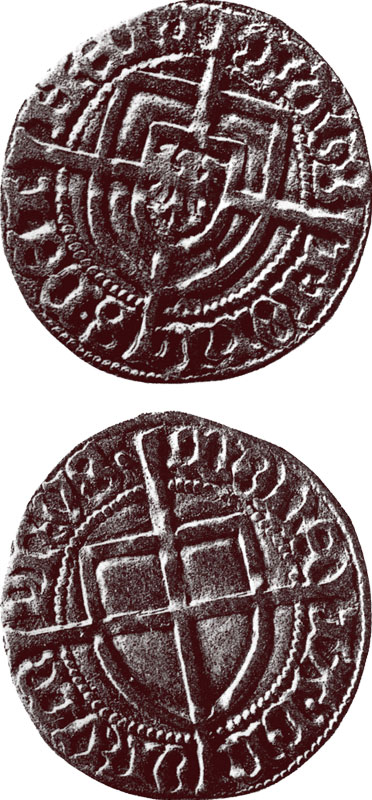
14세기 튜턴 기사단국에서 사용된 그로셴

denarius grossus(두꺼운 페니)는 13세기 프랑스에서 처음 발생하였다. 이 동전은 곧 유럽 각지로 퍼져나가 프랑스어의 gros와 이탈리아어의 grosso, 중세 고지 독일어의 gros(또는 grosse), 저지 독일어 및 네덜란드어의 grōte, 영어 groat 등의 형태로 자리잡았다. 14세기 체코에서는 groš라는 이름으로 처음 나타났으며, 현대 독일의 Groschen으로 발전되었다.
기타 현대 언어의 명칭은 아래와 같다.
- 그리스어: γρόσι
- 네덜란드어: groot
- 루마니아어: groș
- 리투아니아어: grašis
- 불가리아어, 마케도니아어, 러시아어, 벨라루스어, 우크라이나어: грош
- 아랍어: qirsh
- 알바니아어: grosh
- 암하라어: gersh
- 에스토니아어: kross
- 이디시어: גראָשן (grošn)
- 체코어, 슬로바키아어, 세르보크로아트어: groš
- 튀르키예어: kuruş
- 폴란드어: grosz
- 프랑스어: gros

- 히브리어: grush
- 헝가리어: garas

그리스어, 아랍어, 암하라어, 터키어, 히브리어와 옛 오스만제국의 영토에서 유통된 화폐의 명칭은 동일한 이탈리아어에서 유래되었다.

## 역사

### 중세

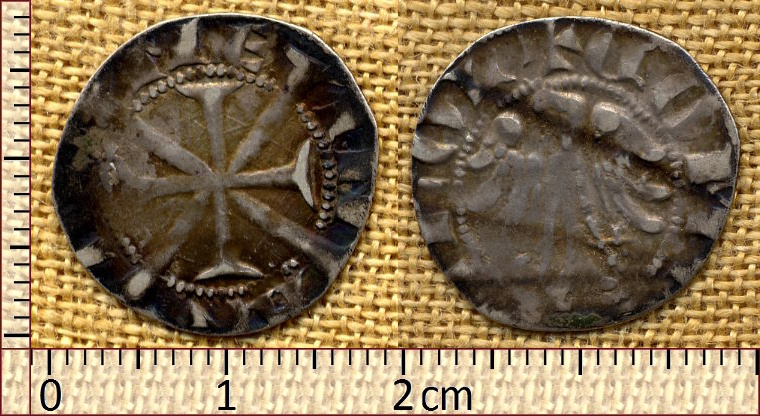
티롤 그로셴, 1286

중세시대에 유통된 두꺼운 은화는 대부분 그로셴 또는 그로셴과 같이 파생된 단어로 명명되었으며, 데니어(denier), 페니(Penny) 등의 얇은 은화와는 대조적이었다. 일반적으로 1 그로셴은 5-6 데나리온(denarion 또는 denarius)에서 12 데나리온 사이의 가치를 지녔다고 한다.
독일어권에서의 1 그로셴은 주로 12 페니그(Pfennig) 정도의 가치였으며, 지역에 따라 작은 크기의 그로셴이 같이 유통되기도 하였다. 북부 독일에서 사용된 그로텐(Groten), 노이그로셴(Neugroschen) 등의 화폐는 2.5 페니그에서 10 페니그 사이로, 일반적인 그로셴보다 낮은 가치를 가졌다. 후대에는 대략 4 페니그의 가치를 가진 크로이저(Kreuzer)가 유통되기도 하였다.
그로셴은 1271년 메라노에서 티롤의 공작 마인하르트 2세가 처음으로 고안해 신성 로마 제국에 소개하였다. 본래에는 더 이상 유통되지 않는 데나리온보다 조금 큰 크기로 제작된 순은 고체 동전이었으며, 결과적으로 그로셴은 가치가 불어난 다양한 종류의 옛 페니그들을 대체하는데 성공하였다. 1104년 경, 트리어시에서 그로셴과 유사한 형태를 지닌 두꺼운 페니그를 사용했고, 1300년 쿠텐버그의 보헤미안 그로셴으로까지 발전하였다는 연구도 존재한다. 이 새로운 동전은 곧 인접 도시의 주조권자(mint lords, 독일어: Münzherren)들에게 큰 영향을 끼쳤으며, 특히 경제적인 필요성을 인정받아 초기 르네상스 시대에는 더 높은 가치를 지니기도 하였다. 중세시대 북부 이탈리아에서 유통되었던 페니그의 상위 화폐 또한 그로셴에서 비롯된 그로시니(Grossini 또는 Schilling)라는 이름을 사용하였다.
1286년 주조된 티롤 그로셴(우상단 사진 참조)는 1.45그램의 무게로, 전면에는 마인하르트 공작을 뜻하는 ME IN AR DVS 와 로렌 십자가(가부장제 십자가), 후면에는 DUX TIROL 이라는 글자와 티롤의 독수리가 나타나 있다.
1. ↑  “Etymological Dictionary of the German Language” (영어). 2025년 3월 1일.